# ماريا لويزا غروس
ماريا لويزا "مالا" غروس (بالألمانية: Maria Luisa "Mala" Grohs) من مواليد 13 يونيو 2001 في مونستر، هي لاعبة كرة قدم ألمانية تلعب كحارس مرمى في الدوري الألماني لكرة القدم للسيدات لصالح نادي بايرن ميونيخ     والمنتخب الألماني.

## روابط خارجية
- Maria Luisa Grohs at DFB (also available in German)
- Maria-Luisa Grohs at FC Bayern Munich website
- Maria Luisa Grohs at Soccerdonna.de
- Maria Luisa Grohs at EuroSport.com
- Maria Lusia Grohs at UEFA Women's Champions League website